# Выборгская губерния
Вы́боргская губе́рния (фин. Viipurin lääni, швед. Viborgs län) — административно-территориальная единица в составе Российской империи с 1744 по 1917 год (в 1783—1796 Выборгское наместничество). Образована 14 (25) января 1744 из Выборгской и Кексгольмской провинций Санкт-Петербургской губернии и территории, отошедшей к России по Абоскому миру 1743. В 1802 году была переименована в Финляндскую губернию. В 1811 году губерния вошла в состав Великого княжества Финляндского, а затем входила в состав независимой Финляндии (1917—1940, 1941—1944).

## География
В период вхождения в состав Финляндии, её крайняя юго-восточная часть простиралась приблизительно от 60°7' до 62°42’8" с. ш. (не считая принадлежащей к Выборгской губернии части Финского залива с её островами; эта часть простиралась на юг приблизительно до 59°45' и от 26°26' до 32°47' в. д. (от Гринвича).
В состав губернии входила большая часть так называемой Старой Финляндии (Vanha Suomi или Gamla Finland), а именно южная часть Карелии, самая южная оконечность Саволакса и менее значительные части Нюланда и Тавастланда.
Река Кюммене составляла большую часть западной границы губернии. На севере Выборгская губерния граничила с Санкт-Михельской и Куопиосской губерниями; на востоке — с Олонецкой губернией. Восточная граница губернии, а вместе с тем и часть восточной границы Великого княжества Финляндского, проходила сначала вдоль хребта, принадлежащего к системе Манселькя, затем по озеру Унусъярви и реке Ирстаанйоки, притоку реки Суойоки; далее граница шла условно на юг, делая неправильные изгибы, до Ладожского озера.
Юго-восточная граница губернии шла по Ладожскому озеру на юго-запад до западного берега озера, далее — на запад, поворачивала на юг и следовала течению реки Сюстербэк до Финского залива, отделяя Выборгскую губернию от Петербургской. Южную границу Выборгской губернии составлял Финский залив.

Все пространство Выборгской губернии, по вычислению Стрельбицкого, равняется 43056 км² (37833 кв. версты), материк с внутренними водами занимает 42716,7 км², озера с частью Ладожского, принадлежащего к этой губернии, — 12587,2 км². По Игнациусу, пространство, занимаемое болотами и торфяниками, равно 8626,76 км², что составляет 24,1 % всей поверхности губернии, если не считать принадлежащей к ней части Ладожского озера; внутренние воды составляют 10,5 %; таким образом, не считая Ладожского озера, воды и болота составляют 34,6 % всей поверхности губернии. Только Куопиоская, Вазаская и Санкт-Михельская губернии представляют большую поверхность вод.

### Острова в Финском заливе
К Выборгской губернии относились и острова, лежащие далеко от северного берега залива, в основном даже ближе к южному берегу: Гогланд (фин. Suursaari или швед. Hogland), Большой Тютерс (фин. Tytärsaari или швед. Tyterskär), Малый Тютерс (Sayvi, или Vähä-Tytärsaari), Лавенсаари (фин. Lavansaari или швед. Lövskär), Пенинсаари и Сешер (фин. Seiskari, Seitskaarto или швед. Seitskär).
До присоединения этих островов к СССР в 1940 году, население этих островов финского происхождения, занималось рыболовством, охотой на тюленей и лоцманством. Последнее было здесь особенно необходимо, так как упомянутые острова окружены множеством опасных скал, мелей и подводных камней, на которых ежегодно случаются кораблекрушения. Поэтому здесь устроено много морских знаков и маяков: три маяка на Гогланде, один на Сейтскаарто, два на скалах к северу от Лавенсаари и два на скалах к юго-западу от Гогланда; до революции все эти маяки содержались на средства русской казны и находились в ведении Санкт-Петербургского адмиралтейства.

### Побережье Финского залива
Что касается собственно берегов Финского залива и прибрежной полосы его в пределах Выборгской губернии, то восточная часть берега до мыса Стюрсудд (швед. Styrsudd) низменная и песчаная и вовсе лишена островов; далее берег уклоняется более на северо-запад, характер его становится более типичным финляндским, очертания более изрезанными, и скоро встречается значительная группа островов, состоящая из четырёх больших: Бьёркё (фин. Koivisto или швед. Björkö), Бископсё (фин. Piispsaari или швед. Biskopsö), Туорсаари и Соукансаари и множества мелких; между этой группой и твердой землёй тянется довольно узкий (2-4 версты), но длинный (около 25 вёрст) пролив Бьёркё-сунд (швед. Björkö sund), известный по войне 1790 года.
Вслед за ним, идя на запад, мы встречаем Выборгский залив (фин. Viipurinlahti или швед. Viborgska viken); вход в него перегорожен на ¾ ширины длинным и узким полуостровом Бьёркё. По ту сторону полуострова залив сильно расширяется по направлению к юго-востоку и покрыт множеством островов; в проливе Тронсунд (фин. Uuras или швед. Trångsund — узкий пролив) между островами Уурансаари и Суонионсаари останавливались на якоре для нагрузки и разгрузки большие суда, а менее значительные проходили до самого Выборга и далее, до входа в Сайменский канал. К западу от Выборгского залива начинается полоса настоящих шхер.
Ближе всего к Выборгскому заливу лежит группа Питкэпааси (фин. Pitkäpaasi) с хорошей якорной стоянкой; далее на запад берег образует залив Виролахти (фин. Virolahti) или Ведерлакс (швед. Vederlax). Множество отдельных островов и групп покрывает эту часть залива; благодаря этому, парусные суда находят здесь по временам более или менее безопасное убежище от бури; зато плавание здесь вообще весьма опасно от множества скал; без лоцмана здесь не идет никто.
На пути между Питкэпааси и Гогландом лежит хорошо известная морякам группа Аспёгаддар (швед. Aspögaddar или швед. Perkelskär), окружённая опасными подводными камнями; на ней находится маяк. К северу от этой группы лежит открытое пространство, ведущее в залив Веккелакс (фин. Vehkalahti или швед. Veckelax), у которого лежат Фредриксгам (фин. Hamina или швед. Fredrikshamn). Дальше на запад лежат 3 больших острова: Кирккомаа (фин. Kirkonmaa), Куутсало (фин. Kuutsalo или швед. Kutsalö) и Котка; пролив между двумя последними и есть замечательный в историческом отношении Свенсксунд (швед. Svensksund) или Руотсинсальми (фин. Ruotsinsalmi).

### Побережье Ладожского озера
Большую часть юго-восточной границы Выборгской губернии составляет, как было уже сказано, Ладожское озеро. Почти с самой границы с Петербургской губернией берег начинает изменять характер, который он носит в южной части озера; уже близ устья Суванто мы встречаем высокие поросшие лесом песчаные холмы и озы, состоящие из эрратических валунов и булыжника и вытянутые по направлению к берегу Ладожского озера с северо-запада на юго-восток. К северу от Вуоксы, тотчас за рекой Хиитола обнажаются граниты, и здесь местность получает уже типический финляндский характер, представляя ту же изрезанность берегов и образование шхер, как и вдоль северного берега Финского залива.
Наиболее значительные острова вдоль западного берега: Коневец или Кононсаари и Кексгольм (швед. Kexholm) или Кякисалми (фин. Käkisalmi) с городом и крепостью того же имени, лежащий в устье Вуоксы. Наиболее развиты шхеры у северо-западного берега Ладожского озера. Здесь мы встречаем у берегов остров Тоуна или Кильпола, Риеккалансари (у Сердоболя) и множество других островов. У северо-восточного берега наиболее значительны Ууксулахти, Мансинсаари и Лункулансаари. Из островов, лежащих дальше от берегов, особенно замечателен Валаамский архипелаг, отвесно поднимающаяся из самой глубокой части Ладожского озера (См. Валаам).

### Рельеф
Наиболее значительными возвышенностями губернии являлись две конечно-моренных гряды Салпаусселькя, а также Эюряпяанселькя (фин. Äyräpäänselkä). Первый из них входил в северо-восточную часть Выборгской губернии и давал отрог, уходящий по направлению к юго-востоку, в Олонецкую губернию, а затем переходил в Куопиоскую губернию и снова входил в Выборгскую губернию у восточного берега озера Пюхяярви в уезде Сортавала; отсюда этот хребет шёл на юго-запад, а потом на запад и переходил в Нюландскую губернию.
Гряды Салпаусселькя служили водоразделом между Ладожским озером и озером Саймаа, а далее к западу — между этим последним и Финским заливом. В восточной части господствовали делювиальные отложения, а гранитные породы обнажались лишь местами. К западу губернии гранит и гнейс являлись преобладающими. Западнее гряды Салпаусселькя прорываются озёрно-речной системой Вуокса, образующей знаменитый водопад Иматранкоски, а ещё более на запад гряды прорезывает Сайменский канал. С этого места гряды Салпаусселькя переходят в песчаный, усеянный отдельными глыбами рапакиви и поросший редким лесом рельеф.
Он представляет чрезвычайные удобства для проведения дороги, которая и тянется по гряде на протяжении более 200 вёрст; на протяжении многих десятков вёрст тянется по нему и Финляндская железная дорога (на участке, лежащем к востоку от станции Рийхимяки). Высота гряд Салпаусселькя в пределах Выборгской губернии достигает 100 метров.
Другой важный отрог представляет Эюряпяанселькя, отделяющийся от главного хребта к северу от Сайменского канала и направляющийся к юго-востоку вдоль западного берега реки Вуоксы; у истоков реки Раяъйоки он переходит в Санкт-Петербургскую губернию.
Пространство между грядами Салпаусселькя и берегом Ладожского озера представляет местность наиболее важную по минеральным богатствам во всей Финляндии: здесь в уезде Сортавала находится и мраморная гора Рускеала, около 2 вёрст длиной, ½ версты шириной и до 150 футов высотой (см. ниже). Прибрежная полоса Финского залива является в восточной части более ровной; далее к западу она покрыта многочисленными возвышенностями, состоящими из раппакиви (гнилой, рассыпающийся камень); этот же род гранита, но только менее выветривающийся, добывался в Пютерлакской каменоломне.
Острова Финского залива вообще не высоки; исключение составляет остров Гогланд, на котором возвышаются приблизительно до 180 метров три вершины, далеко видные с моря; преобладающая порода — порфир. Преобладающая горная порода Выборгской губернии есть гнейсо-гранит, менее развит раппакиви; настоящий гнейс находится лишь на ограниченном пространстве у северо-западного берега Ладожского озера, сланцы и зеленокаменные породы лишь на небольших протяжениях у северного берега Ладожского озера и далее на север.

### Гидрология
Что касается орошения Выборгской губернии, то она занимает часть бассейна Финского залива и часть бассейна Ладожского озера. Из рек первого особенно замечательна пограничная с Нюландской губернией река Кюммене (фин. Kymi или швед. Kymmene) с озёрами Пюхэ-ярви (Pyhäjärvi) (через которое она протекает) и Вуохи-ярви; с востока в Кюммене вливаются воды системы большого озера Киви-ярви, лежащего между Большим и Малым Сальпаусселькэ. Далее к востоку в Финский залив впадает ряд небольших рек, в том числе Сиестарйоки или Систербек (фин. Rajajoki или швед. Systerbäck) — пограничная с Россией. Из рек Ладожского бассейна особенно замечательна Вуокса (фин. Vuoksi или швед. Vuoksen), впадающая в Ладожское озеро около Кексгольма. В пределах Выборгской губернии находится и большая часть озера Саймы, покрытого множеством островов. Верстах в 30 к западу от истока Вуоксы начинается Сайменский канал, идущий приблизительно по направлению на юго-восток до Выборгского залива. Наконец, отчасти принадлежит Выборгской губернии и большая река Суойоки или Шуя, вытекающая из озера Суоярви (фин. Suojärvi).
Все пространство Выборгской губернии, по вычислению Стрельбицкого, равняется 43056 км² (37833 кв. версты), материк с внутренними водами занимает 42716,7 км², озера с частью Ладожского, принадлежащего к этой губернии, — 12587,2 км². По Игнациусу, пространство, занимаемое болотами и торфяниками, равно 8626,76 км², что составляет 24,1 % всей поверхности губернии, если не считать принадлежащей к ней части Ладожского озера; внутренние воды составляют 10,5 %; таким образом, не считая Ладожского озера, воды и болота составляют 34,6 % всей поверхности Выборгской губернии. Только Куопиоская, Вазаская и Санкт-Михельская губернии представляют большую поверхность вод.

## История
Выборгская губерния с давних пор служила полем битв между шведами и русскими. Первый договор, регламентирующий границы в этом регионе — Ореховский мир 1323 года между Новгородской республикой и Шведским королевством. Воспользовавшись Смутным временем, Швеция захватывает земли Русского царства, закрепив захват Столбовским миром 1617 года. Однако век спустя Россия получает восточные земли будущей Выборгской губернии с Выборгом по Ништадскому миру 1721 года, а западную часть по Абоскому миру 1743 года. После присоединения к России новых земель, отвоёванных у Швеции по итогам Фридрихсгамского договора 1809 года, на них была образована новая провинция Российской империи — Великое княжество Финляндское. Выборгская губерния была передана княжеству указом императора Александра I в 1811 году.

### Выборгский лен и Выборгская провинция
В 1700 году началась Великая Северная война. Во время кампании 1703 года в сражениях с армией Швеции русские войска захватили Ниеншанц и заняли побережье реки Невы, а в её устье царь Пётр I повелел основать город Санкт-Петербург.
Осенью 1706 года, воспользовавшись удалением Карла XII в Саксонию, Пётр I с 20-тысячным войском предпринял атаку на Выборг, однако шведский гарнизон отстоял крепость.
В 1708 году Петром I была учреждена Ингерманландская губерния с центром в Шлиссельбурге.
В 1710 году, после разгрома шведской армии под Полтавой, Пётр I решил предпринять новую попытку овладеть Выборгом. После осады город был взят русскими войсками 9 июня. Через три месяца, 8 сентября, русскими войсками была взята Кексгольмская крепость — центр Кексгольмского лена.
В 1710 году в Российской империи на основе Ингерманландской губернии была создана Санкт-Петербургская губерния.
В 1719 году Петром I к России были присоединены завоёванные на западе земли, в том числе и Выборг. Административно новые территории вошли в состав Санкт-Петербургской губернии как Выборгская провинция.
По завершении в 1721 году Северной войны согласно условиям Ништадтского мирного договора Швеция признала присоединение к России Ингерманландии, Кексгольмского лена и части Карелии с дистриктом Выборгского лена.
Выборгская провинция существовала до 1744 года.

### Выборгская губерния Российской империи
После русско-шведской войны 1741—1743 годов между Швецией и Россией 17 августа 1743 года был заключен Абоский мирный трактат, по которому Швеция уступила России юго-восточную финскую провинцию Кименегерд с крепостями Фридрихсгамом и Вильманстрандом, равно как город и крепость Нейшлот.
14 (25) января 1744 года императрица Елизавета Петровна утвердила доклад Сената об образовании Выборгской губернии. В губернию включили часть Санкт-Петербургской губернии (Выборгская и Кексгольмская провинции) и присоединённые земли Финляндии (юго-восточная часть лена Кюмменегорд-Нейшлот.

### Выборгское наместничество(1783—1797)
7 ноября 1775 года Екатерина II подписала закон «Учреждения для управления губерний», в соответствии с которым размеры губерний были уменьшены, их число увеличено вдвое, ликвидированы провинции (в ряде губерний внутри них были выделены области) и изменена нарезка уездов. Процесс замены старых губерний новыми, которые стали называться «наместничествами», растянулся на 10 лет (1775—1785). В ходе этой реформы летом 1783 года был издан указ о преобразовании Выборгской губернии в Выборгское наместничество с генерал-губернатором во главе, без изменения территории (ранее в составе губернии существовала Выборгская провинция). 25 июля 1783 года был издан указ Екатерины II «Именный, данный Сенату. — О составлении Выборгского наместничества из шести уездов и о переименовании местечка Сердоболь городом». Составлявшие губернию провинции (Выборгская, Кексгольмская и Кюменегородская) были упразднены. В составе наместничества были образованы 6 уездов: Выборгский, Сердобольский, Кексгольмский, Нейшлотский, Вильманстрандский и Фридрихсгамский. Центральным административно-судебным органом для наместничества была Юстиц-коллегия Лифляндских, Эстляндских и Финляндских дел. 21 января 1784 года в Выборге состоялось торжественное открытие наместнического правления. Первым генерал-губернатором в 1784—1787 годах был принц Фридрих, шурин великого князя Павла Петровича (старший брат его второй жены Марии Фёдоровна).
Сразу после воцарения Павла I 12 декабря 1796 года состоялся указ «О новом разделении государства на губернии». Выборгское наместничество было вновь преобразовано в Выборгскую губернию. Составлявшие её 6 уездов переименованы в округа (нем. Lands Kommissariat).

### Финляндская губерния (1802—1811)
С вступлением на престол Александра I в 1801 году была восстановлена прежняя сетка губерний. 13 (25) декабря 1802 года Выборгская губерния была переименована в Финляндскую с центром в Выборге (т. наз. «Старая Финляндия»).
После победы России в Русско-шведской войне 1808—1809 годов Шведское королевство уступило земли Финляндии, Аландские острова и восточную часть Остроботнии (Похьянмаа) до рек Торнео и Муонио, в «вечное» владение Российской империи. Вновь завоёванная область перешла по Фридрихсгамскому мирному договору «в собственность и державное обладание империи Российской» как Великое княжество Финляндское.

### Выборгская губерния. В составе Великого княжества Финляндского (1811—1917)
11 [23] декабря 1811 года император Александр I издал указ о присоединении Финляндской губернии (так называемой Старой Финляндии) в которую входил и Кексгольмский уезд, к Великому княжеству Финляндскому («Новой Финляндии»). Это произошло благодаря личной инициативе Густава Морица Армфельта. В манифесте сказано: «Финляндская губерния присоединяется к Великому Княжеству Финляндии и в общем его составе будет именоваться губернией Выборгской».
За счёт этого преобразования территория Великого княжества Финляндского заметно увеличилась: от Кюмийоки до Райяйоки на Карельском перешейке и на востоке до Ладожского озера. Граница княжества Финляндского отодвинулась до реки Сестры. В финляндское управление перешли также города и крепости Выборг, Фридрихсгам (Хамина), Вильманстранд (Лаппеэнранта), Нейшлот (Савонлинна) и Кексгольм.
31 декабря 1811 года [12 января 1812 года] император подписал манифест «Об устройстве Выборгской губернии», в котором были закреплены права и обязанности чиновников. При этом губерния получила прежнее название — Выборгская губерния. Губерния была разбита на семь уездов: Выборгский, Кюми, Лапее, Яяски, Ряйсяля, Куркиёки и Сортавальский. Резиденция ландсгевдинга (губернатора) по-прежнему располагалась в Выборге.
Административно-правовое положение Выборгской губернии, в том числе статус крестьянства и иных сословий, статус шведского языка, были приведены в соответствие с сохранённым со шведского времени законодательством Великого княжества Финляндского. В этих условиях часть русского населения, формировавшегося с начала XVIII века, переселилась во внутренние губернии России.
После упразднения Юстиц-коллегии Лифляндских, Эстляндских и Финляндских дел в юридическом отношении губерния с 1839 года находилась в ведении Выборгского гофгерихта (фин. hovioikeus, швед. hovrätt), а в церковном отношении лютеране находились в юрисдикции епископа Боргоской епархии. Основанная в 1554 году Выборгская епархия была перенесена в 1723 году в Порвоо, так как в 1721 году по Ништадтскому миру Швеция лишилась Выборга и части юго-восточной Финляндии.
Для православных в Выборге имелось духовное правление, подчинённое митрополиту Новгородской и Санкт-Петербургской епархии (1775—1799). В 1859 году было учреждено Выборгское викариатство Санкт-Петербургской епархии. А в 1892 году викариатство было преобразовано в самостоятельную Выборгскую и Финляндскую епархию Русской православной церкви.
Подавляющее большинство населения были лютеранами; православного вероисповедания были русские и часть финнов в восточных частях губернии (в приходах Салмис, Суйстамо и Суоярви, а также в деревне Кителя (фин. Kitelä) прихода Импилахти. Имелась также небольшая еврейская община.
В начале XX века Выборгская губерния состояла из девяти уездов (фин. kihlakunta, швед. härad):
- Страндаский (приход Странда, фин. Ranta или швед. Stranda), центр — город Выборг.
- Эуряпясский (приход Эуряпя, фин. Äyräpää).
- Кексгольмский (приход Кексгольм, фин. Käkisalmi или швед. Kexholm), центр — город Кексгольм.
- Кроноборгский (приход Кроноборг, фин. Kurkijoki или швед. Kronoborg), центр — город Кроноборг.
- Кюменский (приход Кюммене, фин. Kymi или швед. Kymmene), центр — село Кюмень.
- Лаппвесиский (приход Лаппвеси, фин. Lappvesi), центр — село Лапвеси.
- Салмисский (приход Салмис, фин. Salmi или швед. Salmis), центр — село Салмис.
- Сердобольский (приход Сордавала, фин. Sortavala или швед. Sordavala), центр — город Сердоболь.
- Яскисский (приход Яскис, Jääski или Jäskis), центр — село Яскис.

#### Герб
В качестве губернского герба, официально утверждённого Екатериной II 4 октября 1788 года, первоначально использовался герб Выборга: «Щит разделен на две части: в верхней в красном поле три золотые короны, в нижней в голубом поле золотая литера W; над щитом два ангела».
15 февраля 1797 года указом Павла I были установлены новые гербы губерний. Для Выборгской губернии могли быть использованы три варианта герба: Карельский герб из гербовника Миниха, герб Карельского княжества или герб «коренной Финляндии». Павел повелел в Выборгской губернии быть гербу Карельскому.
В алом поле, в котором две локтями одна к другой поворотившиеся руки в латах видны, держащие в руках, которые вниз обращены сабли, а над оными узреваются две Княжеские короны из коих верхняя больше нижней.
В 1812 году комитетом по устройству Выборгской губернии было решено сделать губернским гербом несколько изменённый герб города Выборга . Этот герб представлял собой: щит пересечённый: в верхней части три золотые короны: 1 и 2; в нижней лазуревой части золотая литера W, щит увенчан золотой короной. В таком виде герб считался эмблемой города с 1403 года, тогда корона символизировала Швецию, а литера W — шведское название Выборга (швед. Wiborg).
После обретения Финляндией независимости, гербом Выборгской губернии становится исторический герб Карелии. Композиция герба следующая: в червлёном поле две выходящие снизу руки: справа в серебряных латах с золотыми сочленениями и налокотником, держащая серебряный меч; слева в серебряной кольчуге, держащая кривую саблю; в верхней части золотая корона. Над щитом герцогская корона.
Самое раннее известное изображение этого герба в гербовнике датировано 1562 годом. Символика герба отражает борьбу Швеции и России за обладание регионом; рука в латах символизирует Швецию, а рука в кольчуге — Россию.
- Герб губернии (1788 год)
- Герб губернии (1797 год)
- Герб губернии (1812 год)
- Герб губернии (после 1918 года)

### Губерния Финляндии (1918—1940)
Входила в состав Финляндии с 1918 по 1940 и в годы войны с 1941 по 1944.
К 1939 году в состав губернии входило 6 городов: Хамина, Котка, Кякисалми, Лаппеэнранта, Сортавала и Виипури и ещё 4 населённых пункта, имевших статус kauppala: Коувола, Койвисто, Лахденпохья и Лауритсала. В состав губернии также входило 66 волостей:
| - Антреа - Валк-ярви - Валкеала - Вахвиала - Вехкалахти - Виролахти - Вуоксела - Вуоксенранта - Выборгская - Импилахти - Йоутсено | - Йоханнес - Каннельярви - Каукола - Кексгольм - Кивеннапа - Кирву - Койвисто - Корписелькя - Куолемаярви - Куркиёки - Кюми | - Лавансаари - Лаппее - Леми - Лумиваара - Луумяки - Метсяпиртти - Миехиккяля - Муолаа - Нуиямаа - Париккала - Пюхтяя | - Пюхяярви - Раут-ярви - Рауту - Руокалахти - Рускеала - Ряисяля - Саари - Савитайпале - Саккола - Салми - Сейскари | - Симпеле - Сиппола - Соанлахти - Сортавала - Суистамо - Суоменниеми - Суоярви - Суурсаари - Сяккиярви - Тайпалсаари - Териоки | - Тютярсаари - Уукуниеми - Уусикиркко - Хаапсаари - Харлу - Хейн-йоки - Хийтола - Эюяпяя - Юлямаа - Яааккима - Яяски |

### Раздел губернии (1940)
После Зимней войны согласно подписанному 12 марта 1940 года Московскому договору бо́льшая часть Выборгской губернии была передана СССР.
В СССР полученная территория была разделена сразу же, весной 1940 года.
VI сессия Верховного Совета СССР постановила передать бо́льшую, северную, часть новых территорий Карельской Автономной ССР и приняла 31 марта 1940 года закон о преобразовании Карельской АССР в Карело-Финскую ССР. Указом Верховного Совета Карело-Финской ССР от 9 июля 1940 года на новой территории образовано 7 административных районов: Выборгский, Кексгольмский, Куркийокский, Питкярантский, Сортавальский, Суоярвский и Яскинский.
Южную часть присоединили к Ленинградской области — были образованы Каннельярвский, Койвистовский, Раутовский районы.

### Губерния в годы войны (1941—1944)
После завершения 19 сентября 1944 года Советско-финской войны 1941—1944 годов согласно заключённому Московскому перемирию было восстановлено действие Московского договора 1940 года — к СССР отошла та же территория Выборгской губернии, что была определена Московским договором в 1940 году.
В ноябре 1944 года Выборгский, Кексгольмский и Яскинский районы, определённые в 1940 году в Карело-Финскую ССР отошли к Ленинградской области.

### Упразднение (1945)
Из оставшейся в составе Финляндии части губернии в 1945 году была образована губерния Кюми, за исключением общины Корписелькя, остатки которой были присоединены к общине Тууповаара губернии Куопио.
Неоднократные эвакуации местного населения, проводимые со стороны финских властей, выселения и депортации, осуществляемые советской стороной, в том числе переселение на территорию Карельского перешейка жителей из центральных областей России, привели к полному уничтожению хуторного хозяйства и традиционной для этих мест системы землепользования, а также ликвидации остатков материальной и духовной культуры карельского этноса на Карельском перешейке.

## Население
1. Н/Д[15]
2. Н/Д[16]

Население Выборгской губернии в 1887 г. исчислялось в 330823 человека (мужчин 162858, женщин 167965); из них в городах 26518, в деревенских общинах 304305; плотность населения — 10,5 человек на км². Большинство населения — финского происхождения; по данным 1880 г., из 301975 человек населения считали родным языком финский 291490 человек, шведский — 7382; местами среди коренного финского населения встречаются русские семьи, а в приходе Моула несколько деревень населено русскими, а именно Красное Село (фин. Kyyrölä), Кангаспельта (Kangaspelto), Сувенойя (Suvenoja) и Паркина. В городах, кроме русских, есть и немцы. Шведское население, кроме городов, сосредоточивается в самой западной части губернии. Большая часть финского населения принадлежит к восточно-финской или саволакс-карельской ветви и говорит на соответственном наречии; западная часть губернии населена финнами западной или тавастландской ветви. Число городов Выборгской губернии 6, местечек 1, сельских общин 49, деревень 1819; среднее население деревни 171 человек (6-е место в Финляндии).
В Выборгской губернии к 1903 г. было 438060 жит. В 1901 г. в Выборгской губернии говорящих по-фински было 407817, по-шведски — 8821, по-русски — 3960, на др. яз. — 1012. Городское население — 49184 чел., из них в г. Выборге 33210. Учебных заведений в 1901 г. было 402, с 20895 учащимися об. пола; из них средних учебных зав. (лицеев) 8, с 1080 уч., низших и народных 383, с 19172 уч., профессиональных 11, с 643 уч., в том числе 1 смеш. для об. пола учительская семинария с 277 учащ.

## Экономика
Как земледелие, так и кустарная промышленность находятся здесь на довольно низком уровне. По причине обилия воды, болот и трясин, а также песчаной и каменистой почвы, земледелие развито мало; в 1885 г. обработанная земля составляла лишь 3,38 % всей поверхности губернии. По величине урожаев Выборгская губерния, вместе с Санкт-Михельской, занимает последнее место; обработка полей принадлежит к худшим в Финляндии. В 1887 г. собрано гектолитров: пшеницы 3766 (урожай сам −7,69), ржи 597885 (урожай сам — 7,07), ячменя 179345 (урожай сам — 5,93), овса 781665 (урожай сам — 5,76), овса с ячменём 11326 (урожай сам — 5,78), гречихи 6833 (урожай сам — 8,33), гороха 13870 (урожай сам — 5,64), картофеля 626163 (урожай сам — 5,95); кроме того, репы и т. п. 55710, льна 302709 килограммов, конопли 115246 килограммов. На человека приходилось 1,83 гектолитра ржи и пшеницы, 0,55 гектолитра ячменя, 2,41 гектолитра овса и смешанного посева, 0,06 гектолитра гороха и гречихи, 1,91 гектолитра картофеля и 0,17 репы и т. п.
По количеству ржи и пшеницы, овса и смешанного посева, гороха и гречихи, приходящемуся на человека, Выборгская губерния занимает 5-е место среди губерний Финляндии; по количеству ячменя и картофеля — 7-е, репы и проч. — 3-е. Относительно много разводится здесь гречихи; в этом отношении Выборгская губерния превосходит лишь Санкт-Михельская. Как и вообще в Финляндии, в Выборгской губернии сильно преобладает мелкое землевладение и притом в гораздо большей степени, чем в других губерниях Финляндии. По данным 1887 г. из 29387 землевладельцев губернии было: имеющих более 100 гектаров обработанной земли — 87, от 25 до 100 гектаров — 1940, от 5 до 25 гектаров — 10718, менее 5 гектаров −16642. Количество скота в Выборгской губернии довольно значительно; в 1887 г. содержалось в течение зимы лошадей и жеребят 41433, коров, быков и телят 167028, овец 125455, свиней 44903, коз 298, домашней птицы 48578. Значительный вред приносят здесь хищные животные; в 1887 г. в Выборгской губернии было уплачено охотникам 4036 марок премии за убитых хищников.
Выборгская губерния довольно богата лесом. Общая поверхность лесов равна 2191521 гектару; из них частным лицам принадлежит 2070820 гектаров, казне 120701 гектар; по пространству лесов, принадлежащих частным лицам, Выборгская губерния занимает 2-е место в Финляндии. Лучшие леса лежат к северо-востоку от Ладожского озера; здесь сильно развит лесной промысел и много лесопильных заводов (в 1887 году лесопильных заводов было 34, из них 26 паровых; рабочих при них 1343 человека; бревен распилено 1141634 штуки). Благородные породы деревьев и фруктовые деревья встречаются лишь в южной части губернии; в приходе Нючюрка (фин. Uusikirkko или швед. Nykyrka — Новая кирка) есть насажанный лес лиственниц. В лесах восточной части губернии попадаются дикие или одичавшие северные олени; изредка попадаются в Выборгской губернии и лоси. Количество хищных животных и в частности медведей, как было уже сказано, весьма значительно.
В Финском заливе производится важный лов салаки; зимой подо льдом ловится много корюшки (около 400000 килограммов); в озёрах ловится муйкку (ряпушка — Coregonus albula); в Кюммене много лососей, лов которых производится также в Вуоксе.
Довольно важное значение для Выборгской губернии имеют её минеральные богатства; из всей Финляндии наиболее богаты в этом отношении местности, лежащие у северного берега Ладожского озера. Выборгская губерния доставляет значительное количество различного камня для построек. Наиболее важны следующие ломки: ломки раппакиви в Пютерлахти (Pyterlahti или Pyterlax), в приходе Виролахти (фин. Virolahti) или Ведерлаксе (швед. Vederlax) (отсюда был доставлен гранит для Александровской колонны); ломки гранита в Туппурансаари, около Выборга; мраморные ломки Рускеала в уезде Сордавала (голубовато-серый, испещрённый белыми и тёмными жилками мрамор, добываемый в рускеальских ломках, послужил для постройки Исаакиевского собора, Мраморного дворца и других зданий Петербурга); далее, около Сердоболя существуют ломки серого сиенито-гранита, большие глыбы которого ежегодно вывозятся в Россию (из них сделан памятник в Новгороде, памятник императору Николаю и Николаевский мост в Петербурге).
В Импилаксе и других местах производится ломка полевого шпата и кварца, которые ежегодно вывозятся в количестве около 2400 тонн на фарфоровый завод в С.-Петербург. Через Сердоболь вывозится ежегодно камня приблизительно на 100000 марок. В Питкэранта (фин. Pitkäranta) на берегу Ладожского озера находится единственный разрабатываемый в настоящее время медный рудник; ежегодно добывается меди более чем на 300000 марок; здесь же добывается и олово; этого металла за 1884-87 гг. было добыто приблизительно на 163000 марок. В некоторых озёрах (в 1887 г. — в шести) добывается озёрная железная руда; добывается также и болотная. В 1886 г. было добыто 3060000 килограммов железной руды, из которой изготовлено 1192000 килограммов кровельного железа, 4,6 тысяч килограммов железа для кузнечных изделий и 12 3,3 тысячи килограммов гвоздей.
Общее количество фабрик и мастерских в 1886 г. равнялось 835, с 6143 рабочими и валовой ценностью производства в 16325724 марки. Из числа заведений 368, с 2126 рабочими и 6907855 марками валовой ценности производства, находятся в городах и местечках; остальные 467, с 4017 рабочими и производством в 9417869 марок, приходятся на деревни. Винокурение развито слабо. Наиболее значительные заводы и фабрики следующие: в Выборге — мыловаренный завод и механическая мастерская, около Выборга, в Нурмисе — фабрика слесарных изделий, в Перо — завод гвоздей, в Роккола — стеклянный завод, в Питкэранта — завод для выделывания красной железной краски, в Райвола — железный завод, в Суотниеми, около Кексгольма, — фаянсовый завод, в Куусанкоски — бумажная фабрика, в Турппа, около Фридрихсгама, — пороховой завод, в Ингероис — бумажная фабрика.
Торговый флот Выборгской губернии состоял к 1 января 1888 г. из 625 парусных судов, вместимостью в 43713 регистровых тонн, и 64 паровых судов в 1685 тонн. Выборгская губерния производила значительную торговлю, особенно лесом.
Важна в этом отношении Котка, которая соперничает по лесной торговле с Бьернеборгом, Выборгом и Фридрихсгамом. Другие предметы вывоза: масло, скот, мясо, рыба, кровельное железо, железные и стальные изделия, камень. Главные предметы ввоза — мука и кустарные изделия (из России). Кроме Выборга, Котки и Фридрихсгама, важные торговые пункты: Кексгольм, Сердоболь, Вильманстранд (фин. Lappeenranta или швед. Villmanstrand), Кроноборг (фин. Kurkijoki или швед. Kronoborg).
Вдоль Выборгской губернии проходит Петербургско-Гельсингфорсская железная дорога; от неё отделяются ветви к Котке (от станции Коувола) и к Вильманстранду (от станции Симола). Кроме того, строится дорога от Выборга на Сердоболь и далее до Йоэнсу. Огромное значение для Выборгской губернии имеет Сайменский канал, соединяющий озеро Сайма с Выборгским заливом. Обыкновенных дорог в Выборгской губернии в 1880 г. считалось 7905 км, то есть 25 км дороги на 100 км².

## Образование
Народных школ в 1887-88 гг. в Выборгской губернии было 155 (118 в деревнях и 37 в городах); из них 71 для детей обоего пола, 43 для мальчиков, 41 для девочек; число учащихся в них было 9509. Из числа школ 142 финских, 6 шведских, 2 финско-шведских, 1 финско-немецкая, 1 финско-русская и 3 русских. Средние учебные заведения в городах Выборге, Вильманстранде, Фридрихсгаме, Сердоболе и Кексгольме.